# Big Brutus

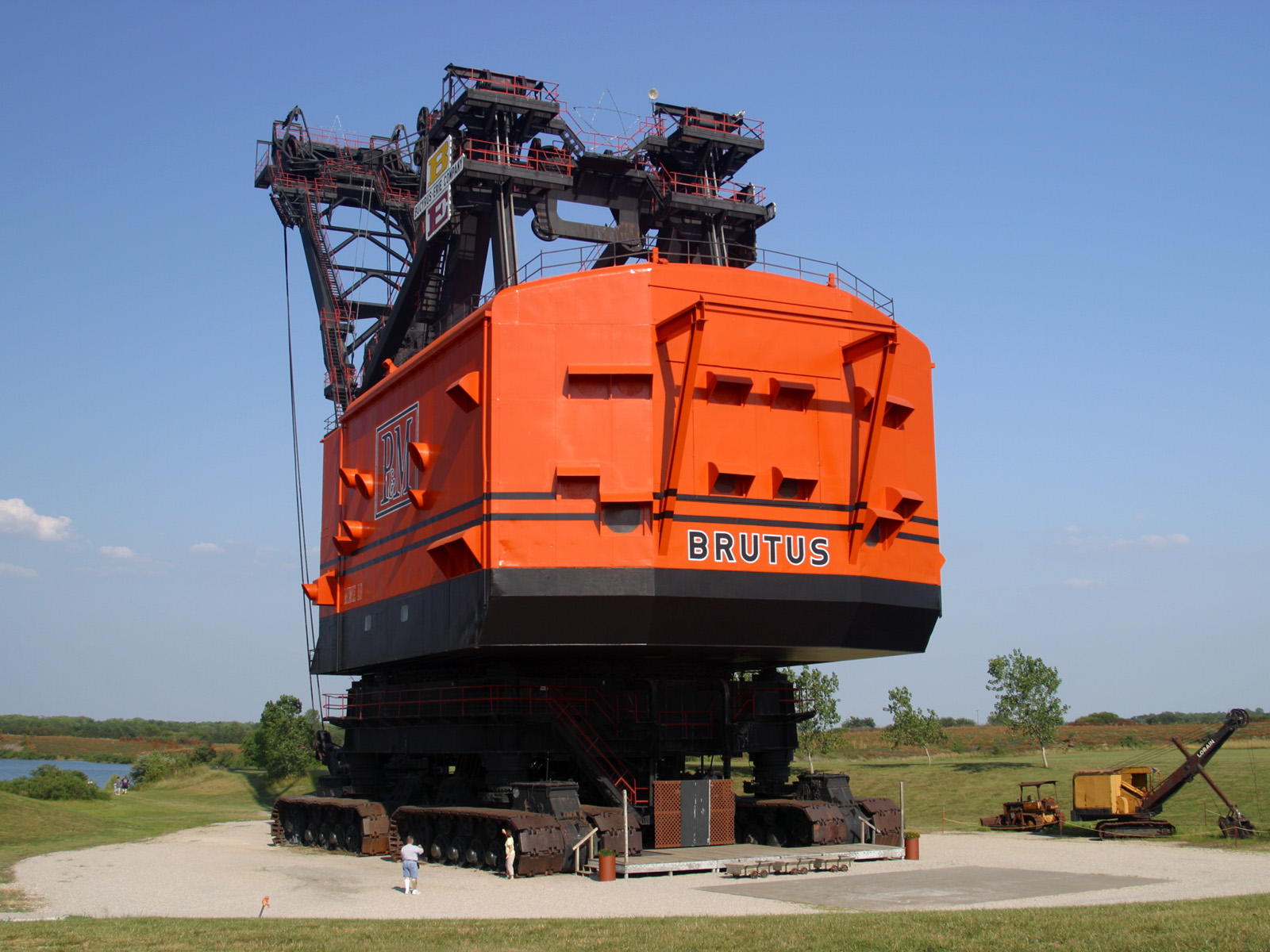
Big Brutus en 2006 avec, pour la comparaison, des visiteurs près de ses chenilles.

Big Brutus est le surnom d'une pelle de modèle Bucyrus-Erie 1850B électrique, qui était la deuxième plus grande de ce type — après The Captain (Marion 6360 (en)) — en activité dans les années 1960 et 1970. Utilisée dans les opérations minières, la machine est conçue pour creuser le sol de 6 à 21 m avec une godet d'une contenance d'environ 70 m3. La machine mesure 49 m de hauteur pour un poids d'environ 5 000 tonnes. 
Elle est actuellement en exposition au musée de la mine de West Mineral dans le Kansas, après une donation de la Pittsburg & Midway Coal Mining Company. En 1987, l'American Society of Mechanical Engineers a désigné Big Brutus comme Regional Historic Mechanical Engineering Landmark (en).